# Noctubourgognea
Noctubourgognea is een geslacht van vlinders van de familie uilen (Noctuidae), uit de onderfamilie Noctuinae.

## Soorten
- N. cisandina Köhler, 1955
- N. frigida Mabille, 1885